# Cerro Portachuelo (Mérida)
El cerro Portachuelo es un pico de montaña ubicado en el llano del Hato, al noroeste del Observatorio Astronómico Nacional de Llano del Hato, de la sierra La Culata en el estado Mérida. A una altitud de 3.893 m s. n. m. el pico Portachuelo es una de las montañas más altas en Venezuela. El ascenso se consigue desde Apartaderos, o siguiendo aguas arriba la quebrada La Toma.

## Ubicación
El cerro Portachuelo está ubicado en el corazón de los páramos andinos ubicados al norte de San Rafael de Mucuchíes. Subiendo por la capilla de piedra Juan Félix Sánchez hacia el norte se encuentra una planicie conocida como llano del Hato, al pie del Portachuelo. Al oeste del Portachuelo se encuentra un camino, parte del cual es concreto y parte tierra a orillas de la quebrada La Toma, que es tributaria del río Chama. Este camino es frecuente para el uso de ciclismo de montaña y termina en un punto de coordenadas aproximadas 8°48′13″N 70°54′29.6″O / 8.80361, -70.908222. El inicio de la subida hacia el Portachuelo desde este camino tiene pendiente relativamente fuerte pero que se hace más ligero hasta el pie del cerro.

## Flora
La vegetación sobre los alrededores del cerro Portachuelo se ven fuertemente perturbados por la herbivoría, así como la frecuente intervención del humano en su tareas agrícolas y por el turismo frecuente en cercana asociación a la carretera Trasandina y el vecino Observatorio Astrofísico de Mérida. Sin embargo, el área de la parte alta del Portachuelo, que está por debajo de los 4000 m s. n. m., se caracteriza por una vegetación típica del páramo andino. Ella está predominantemente integrada por especies herbáceas y arbustos, ambas leñosas perennes, es decir, cuyas formas de vida tienden a ser siempreverdes. Predominan los rosetales, especialmente los frailejones y cactáceas de los géneros Ferocactus que forman cojines compactos con espinas achatadas a los que se refieren frecuentemente como «plantas en cojín».
A altitudes intermedias, sobre el llano del Hato y su observatorio a 3.500 m s. n. m., la vegetación consiste en mayormente las gramíneas que suelen cubrir entre 40 y 80% de los suelso. Las zonas más bajas, hacia Apartaderos, los senderos que conducen hacia el llano del Hato y las lagunas que lo rodean se caracterizan por una vegetación que es mezcla de rosetales y pajonales en estrecha relación con pastizales y matorrales templados clásicos del páramo andino.